# Musaranya de jardí
La musaranya de jardí (Crocidura suaveolens) és un mamífer que viu a Euràsia. És semblant a la musaranya comuna que és més grossa (els adults pesen entre 7 i 13 g) i té la cua relativament més curta; i a la musaranya etrusca que és de mida més petita i té la coloració ventral poc diferenciada respecte a la dorsal.

## Descripció
Pràcticament idèntica a la musaranya comuna, com la seva congènere presenta pèls llargs esparsos entre els ordinaris, sobretot a la cua. Les orelles sobresurten entre els pèls del cap i les dents són blanques. El pelatge del dors és marró vermellós, més o menys fosc, mentre que el ventral és gris amb tons una mica groguencs. Es diferencien bé l'un de l'altre, però no hi ha una línia de separació definida entre tots dos. Dimensions corporals: cap + cos (5 - 6,6 cm) i cua (2,8 - 4,2 cm). Pes: 3 - 4 g.

## Ecologia
Es distribueix pels països d'Albània, Algèria, Armènia, Àustria, l'Azerbaidjan, Belarús, Bòsnia i Hercegovina, Bulgària, la Xina, Croàcia, Xipre, Txèquia, França, Geòrgia, Alemanya, Grècia, Hongria, l'Iran, l'Iraq, Israel, Itàlia, Jordània, el Kazakhstan, el Líban, Liechtenstein, Macedònia del Nord, Moldàvia, Montenegro, el Marroc, Polònia, Romania, Rússia, l'Aràbia Saudita, Sèrbia, Eslovàquia, Eslovènia, Espanya, Suïssa, Síria, Turquia, Ucraïna i el Regne Unit.
Als Països Catalans ha estat citada al Massís de l'Albera, al terme municipal d'Espolla. i a l'illa de Menorca
Habita terres conreades, jardins, boscos clars, dunes litorals i màquies. Activa tant de dia com de nit. La mare i les seves cries surten a passejar en fila índia com fa la musaranya comuna.

## Taxonomia
Les poblacions de la musaranya de jardí de Menorca hi ha qui les separa de C.suaveolens i les situa dins de l'espècie Crocidura gueldenstaedtii (Pallas 1811). Segons altres científics, les poblacions cantàbriques i baleàriques es poden incloure bé dins de C.suaveolens.